# Валлезаккарда
Валлезаккарда (італ. Vallesaccarda) — муніципалітет в Італії, у регіоні Кампанія, провінція Авелліно.
Валлезаккарда розташована на відстані близько 250 км на схід від Рима, 90 км на схід від Неаполя, 45 км на північний схід від Авелліно.
Населення — 1406 осіб (2014).

## Демографія
Населення за роками:

Станом на 1 січня 2023 року в муніципалітеті офіційно проживало 18 іноземців з 8 країн, серед них 6 громадян країн Євросоюзу та 2 громадяни України.

## Сусідні муніципалітети
- Анцано-ді-Пулья
- Сан-Соссіо-Баронія
- Скампітелла
- Тревіко